# Teleskop

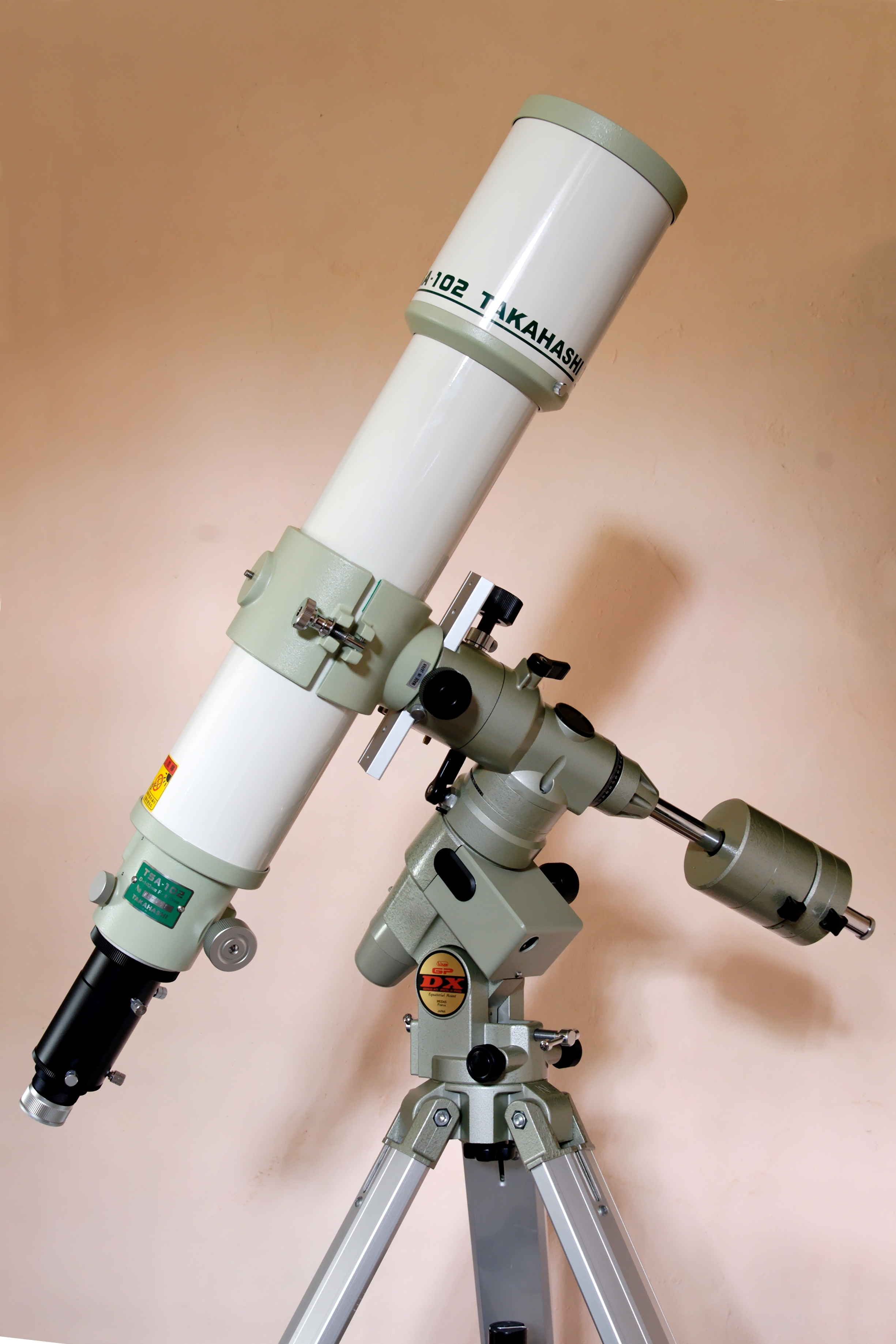
Mały refrakcyjny teleskop optyczny

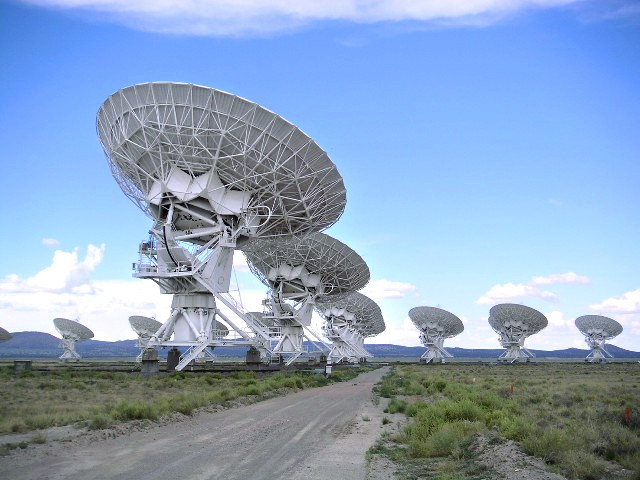
Zespół radioteleskopów w Nowym Meksyku (USA)

Teleskop (gr. tēle-skópos – daleko widzący) – narzędzie, które służy do obserwacji odległych obiektów poprzez zbieranie promieniowania elektromagnetycznego (np. światła widzialnego).

## Historia
Pierwsze znane praktyczne teleskopy zostały skonstruowane przy użyciu szklanych soczewek w Holandii na początku XVII wieku przez Hansa Lipperheya, a wkrótce potem przez Galileusza we Włoszech. Znalazły one zastosowanie w działaniach militarnych i w astronomii.
Przez wiele lat używano zwierciadlanych teleskopów optycznych. W XX wieku opracowano nowe typy jak na przykład: radioteleskop w 1930 roku czy teleskop podczerwony w 1960 roku. Słowo teleskop odnosi się obecnie do szerokiej gamy instrumentów wykrywających różne zakresy widma elektromagnetycznego, a w niektórych przypadkach także do innych typów detektorów.